# Trío Zapatista
Trío Zapatista es un trío cómico español formado por Ramón Araújo, Jorge Guerra y Rodrigo Melgar. Fue fundado  en 1994 como Anticraisis Consort. A lo largo de sus más de 20 años de trayectoria han editado 14 discos y aparecido habitualmente en la programación de Radio 3 y Europa FM. Son popularmente conocidos por la imagen burlesca de sus componentes y el uso del humor y la sátira crítica en sus composiciones.

## Inicios
A principios de los años 90 e influenciado en su juventud por grupos como Les Luthiers o La Trinca, Ramón Araújo comienza a componer junto a Jorge Guerra música para algunos romances pertenecientes al Romancero viejo. Poco después se incorpora Rodrigo Melgar, con quien ambos habían coincidido anteriormente en el grupo Vrandán, y juntos forman Anticraisis Consort.
Tomando el nombre de unas declaraciones de Jorge Valdano sobre la crisis del Club Deportivo Tenerife a principios de la década, Anticraisis Consort se presenta por primera vez ante el público en el Teatro Chico (Santa Cruz de La Palma) en abril de 1994 con el apoyo de la actriz Pilar Rey. Su espectáculo, compuesto por canciones de alto contenido satírico y poemas musicados, resulta en ese entonces llamativo por la teatralidad y la vis cómica de sus componentes.
Como Anticraisis Consort el grupo edita dos discos: Calmero sube a la calma (1997), que incluye su primer éxito Por un yoghourt, y Desprendimiento de rutina (2000). Con estos trabajos son asiduamente programados en Radio 3 (Radio Nacional de España) obteniendo proyección nacional. Empiezan desde entonces a actuar asiduamente por todas las islas Canarias llegando en la actualidad a superar los más de mil conciertos.

## Desarrollo artístico
En 2002 el grupo cambia ligeramente su imagen y adopta el nombre de Trío Zapatista. Siguen conservando la esencia de copleros, juglares, pícaros y trovadores de Anticraisis Consort, pero con una marcada alusión a la Revolución mexicana y la música regional. Con este cambio incorporan a su atuendo los grandes sombreros y las cartucheras, dando origen a su imagen actual, y cobran mayor importancia ritmos más cercanos a los corridos mexicanos y la pachanga.
De  esta manera en los años sucesivos editan disco por año y obtienen éxitos como La leche condensada, La curva de la felicidad, Pescao salao o El Paracetamol. Recorren toda la geografía canaria y actúan en diferentes puntos de la Península llenando plazas y teatros con espectáculos en los que las canciones teatralizadas, los monólogos cortos y su simple presencia, llaman la atención del público.
Durante esos años siguen siendo incluidos en la programación de Radio 3 (Radio Nacional de España) apareciendo en programas como Trébede de Iñaki Peña. También son habituales en la programación del matinal Levántate y Cárdenas de Javier Cárdenas en Europa FM.
En 2012 editan Petróleo canario vaticinando las prospecciones en Canarias y en 2014, coincidiendo con sus 20 años de existencia, publican A Guasapear, el primer disco del grupo grabado en estudio y no en directo, como hasta entonces era habitual.
En 2017 editan su más reciente trabajo discográfico titulado Con la sartén por el mambo.
En la actualidad continúan en activo como Trío Zapatista ofreciendo en sus espectáculos una crítica irónica a la sociedad mediante letras sencillas y pegadizas y una puesta en escénica cómica. Como Anticraisis Consort actúan en contadas ocasiones.

## Discografía

### Como Anticraisis Consort
- Calmero sube a la calma (1997)
- Desprendimiento de rutina (2000)

### Como Trío Zapatista
- La Cantina del ingenio (2003)
- Leche condensada (2004)
- La curva de la felicidad (2005)
- Salao, salao (2006)
- El paracetamol (2007)
- Zumo de papaya (2009)
- Con tremendo swing (2009)
- Trío Zapatista canta las canciones de La Revolución Mexicana (2010)
- 20 grandes éxitos (2011)
- Petróleo canario (2012)
- A Guasapear (2014)
- Con la sartén por el mambo (2017)

## Premios
- Premio IDAFE 1996 a la iniciativa musical (otorgado al grupo Anticrasis Consort)